# کریس دان (بازیکن فوتبال)
کریس دان (انگلیسی: Chris Dunn؛ زادهٔ ۲۳ اکتبر ۱۹۸۷) بازیکن فوتبال اهل بریتانیا است. 
از باشگاه‌هایی که در آن بازی کرده‌است می‌توان به باشگاه فوتبال کمبریج یونایتد، باشگاه فوتبال کاونتری سیتی، باشگاه فوتبال نورث‌همپتون تاون، و باشگاه فوتبال یئوویل تاون اشاره کرد.